# Lutfi Kolgjini
Lutfi Kolgjini (ur. 9 grudnia 1959 w Uroševacu) – szwedzki jeździec i trener jazdy konnej narodowości albańskiej. Mistrz Szwedzkich Derby Kłusaków z lat 1993–1994 i 2009–2011.

## Życiorys i kariera sportowa
Jego rodzina została w 1948 roku wygnana z Albanii i osiedliła się w Kosowie. W 1967 roku wraz z Lutfim Kolgjinim przeniosła się do Szwecji. On sam w wieku 19 lat zainteresował się jeździectwem, a już w 1982 roku po raz pierwszy wygrał wyścig konny.
W 2013 roku zwyciężył wyścig Grand Prix l'UET na kłusaku Mosaique Face.
Wraz z rodziną prowadzi kilka stajni na terenie Szwecji, jedna z nich należy do największych w kraju.

## W kulturze
Lutfiemu Kolgjiniemu poświęcono film, który wyemitowano 16 stycznia 2011 roku w szwedzkiej stacji telewizyjnej TV4.

## Życie prywatne
Mieszka w mieście Veberöd. Ma dwóch synów: Adriana (ur. 1994) i Dantego (ur. 2000).